# Муреновидні
Муреновидні (Muraenoidei) — підряд вугроподібних.
Включає 3 родини:
- Heterenchelyidae  Regan, 1912
- Muraenidae  Rafinesque, 1815 (Муренові)
- Myrocongridae  Gill, 1890

Станом на жовтень 2002 року разом вони налічують 19 родів і 238 види.
Характерні ознаки, що відрізняють муреновидних від решти вугроподібних: великий рот, нормального розміру очі (в інших вони можуть бути значно більшими або меншими), лобові кістки не зрощені між собою, елементи зябрових дуг та бічна лінія помітно редуковані.
Монофілія підряду була підтверджена молекулярними дослідженнями.